# Gmina Zawichost
Die Gmina Zawichost ist eine Stadt-und-Land-Gemeinde im Powiat Sandomierski der Woiwodschaft Heiligkreuz in Polen. Ihr Sitz ist die gleichnamige Stadt mit etwa 1800 Einwohnern.

## Geographie

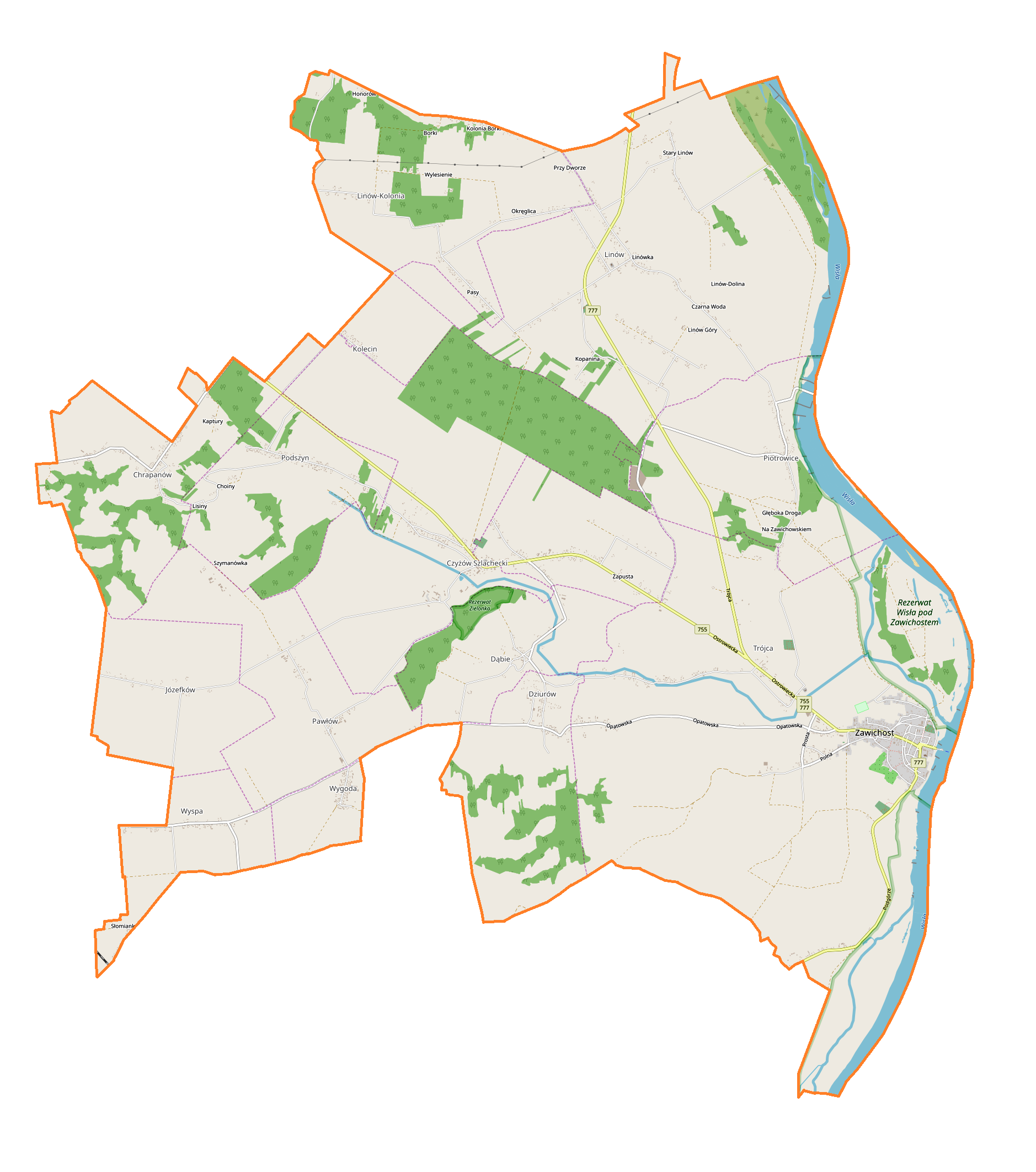
Karte der Gemeinde

Wichtigstes Gewässer ist die Weichsel, die die Ostgrenze der Gemeinde bildet. Auch der Hauptort liegt an diesem Fluss, etwa 17 km nördlich von Sandomierz. 

## Geschichte
In den Jahren von 1975 bis 1998 gehörte die Gemeinde zur Woiwodschaft Tarnobrzeg.

## Gliederung
Zur Stadt-und-Land-Gemeinde (gmina miejsko-wiejska) gehören neben der Stadt Zawichost folgende Dörfer mit einem Schulzenamt:
Chrapanów
Czyżów Plebański
Czyżów Szlachecki
Dziurów
Dąbie
Józefków
Kolecin
Linów
Linów-Kolonia
Pawłów
Piotrowice
Podszyn
Wygoda
Wyspa